# Porsche Tennis Grand Prix 1978
Il Porsche Tennis Grand Prix 1978 è stato un torneo femminile di tennis giocato sul sintetico indoor. 
È stata la 1ª edizione del Porsche Tennis Grand Prix, che fa del WTA Tour 1978.
Si è giocato a Stoccarda in Germania, dal 23 al 29 ottobre 1978.

## Campionesse

### Singolare
Tracy Austin ha battuto in finale  Betty Stöve con il punteggio di 6–3, 6–3

### Doppio
Billie Jean King /  Martina Navrátilová hanno battuto in finale  Betty Stöve /  Wendy Turnbull con il punteggio di 6–3, 6–3